# Звёздная ночь
«Звёздная ночь» (нидерл. De sterrennacht) — одна из наиболее известных картин нидерландского художника-постимпрессиониста Винсента Ван Гога. Представляет вид из восточного окна спальни Ван Гога в Сен-Реми-де-Прованс на предрассветное небо и вымышленную деревню. Картина написана в июне 1889 года; с 1941 года хранится в Музее современного искусства в Нью-Йорке. По мнению известного астрофизика Нила Тайсона - это первая картина, на которой небо является главным предметом изображения.

## История
Период с мая 1889 по май 1890 года Ван Гог провёл в больнице для душевнобольных Сен-Поль-де-Мозоль в Сен-Реми-де-Прованс после конфликта с Гогеном и потери мочки левого уха. В это время он продолжал плодотворно писать картины и создал некоторые из самых известных своих работ, включая «Ирисы», автопортрет в синем костюме и «Звёздную ночь». Картина, написанная за один день в больничной студии, изображает вид из восточного окна спальни, о котором Ван Гог писал своему брату Тео в мае 1889 года: «Сквозь железную решётку я вижу огороженное поле пшеницы, над которым по утрам во всей красе восходит солнце».

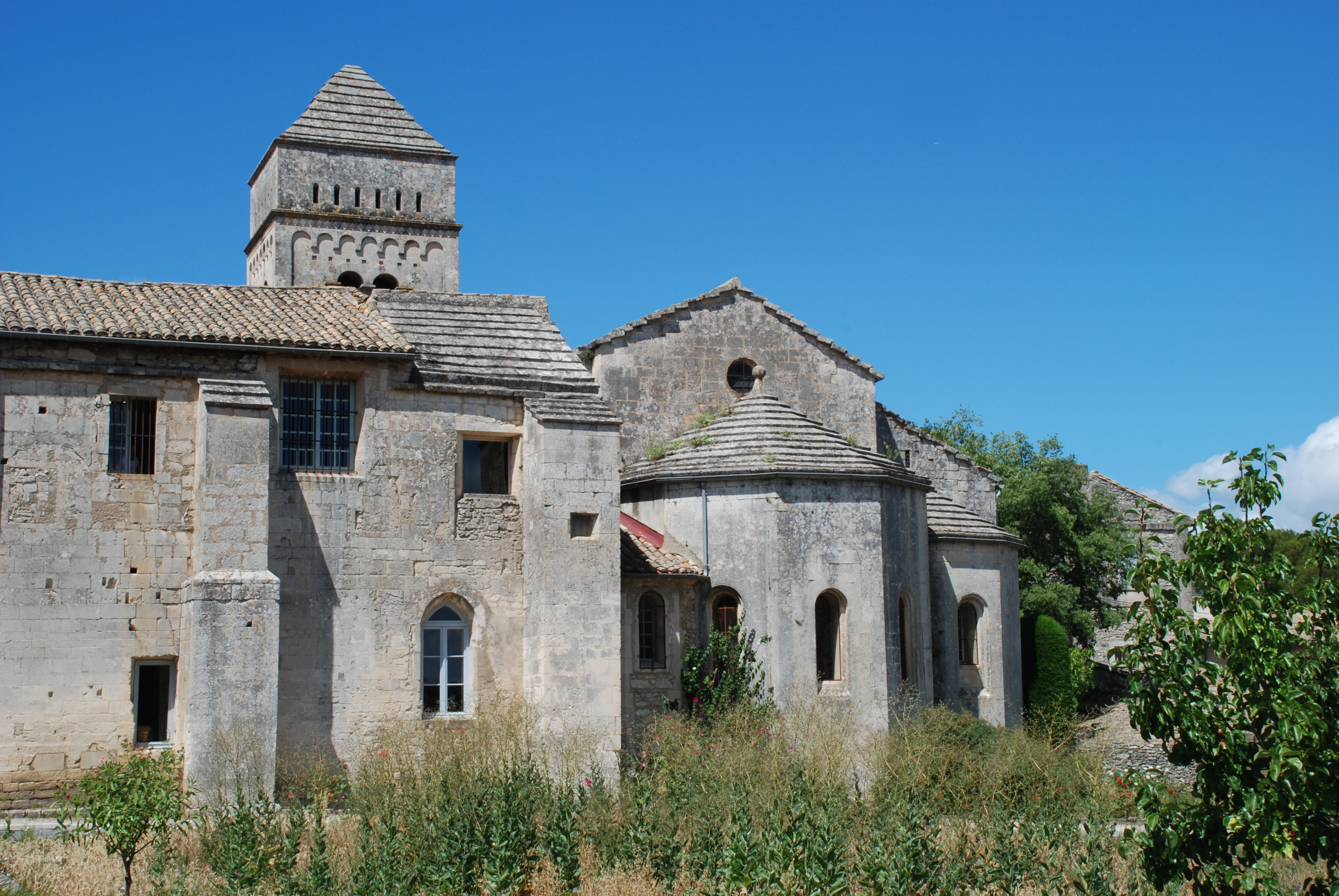
Больница Сен-Поль-де-Мозоль

Ван Гог сделал ряд рисунков с этим видом в разное время суток и при различных погодных условиях. Хотя ему было запрещено работать в спальне, он мог делать наброски чернилами или древесным углём, используя их в дальнейшей работе. Общий элемент для всех этих рисунков — диагональная линия альпийских предгорий, поднимающаяся на фоне с левого края к правому. На ряде эскизов изображён кипарис за пшеничным полем, который Ван Гог искусственно приближал к картинной плоскости. Последний из эскизов — «Пшеничное поле в Сан-Реми-де-Прованс» (F1548) — ныне хранится в Нью-Йорке. Два дня спустя Ван Гог сообщил в письме Тео, что написал «звёздное небо».

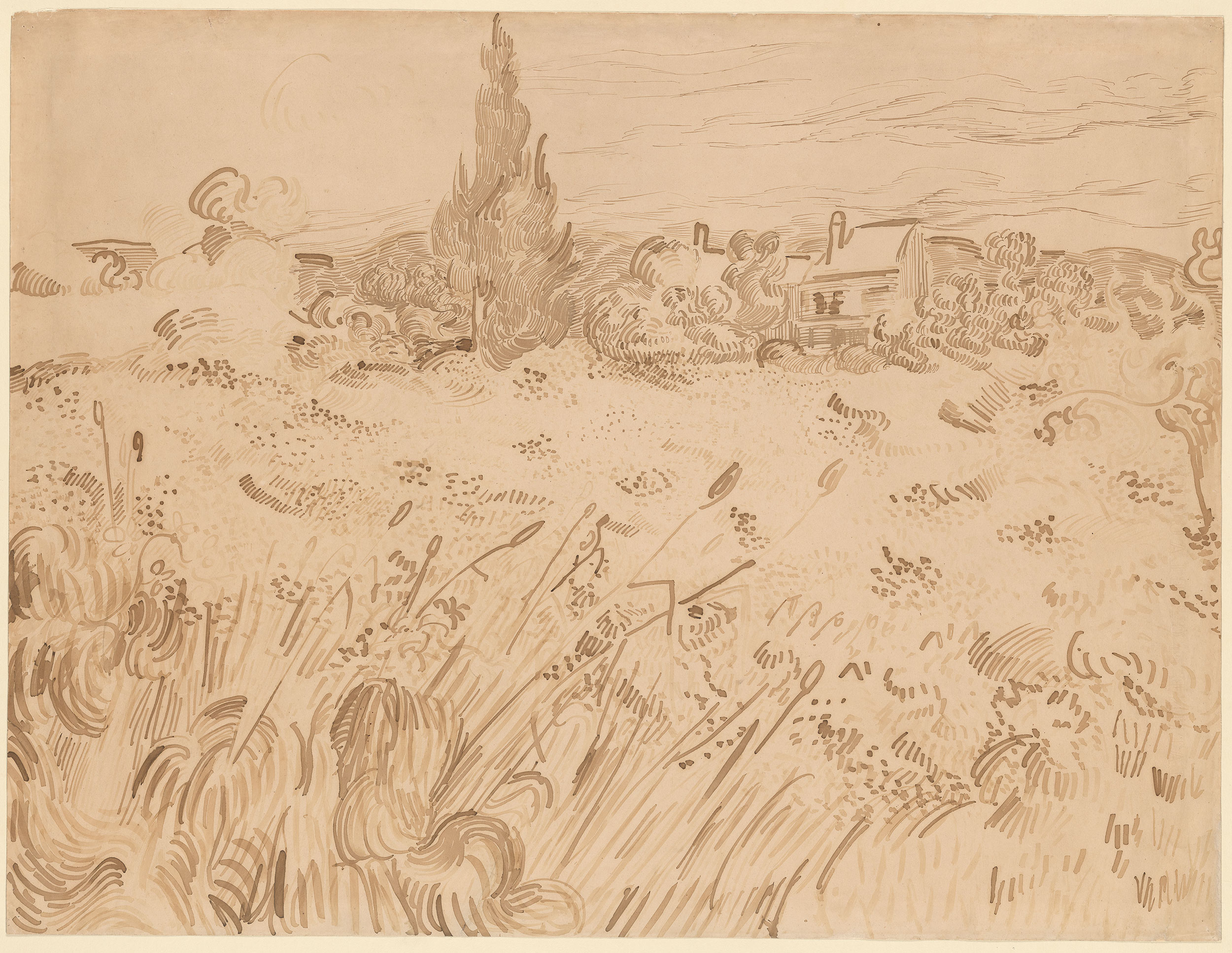
Эскиз «Пшеничное поле в Сан-Реми-де-Прованс» (F1548). Библиотека и музей Моргана

Картина является единственным изображением ночи в серии видов из спальни Винсента. В начале июня он писал Тео: «Сегодня утром смотрел на местность из окна задолго до восхода солнца, с единственной утренней звездой, казавшейся очень большой». Исследователи установили, что в то время Венера действительно была видна в Провансе на пределе своей яркости и, по-видимому, именно она изображена самой крупной «звездой» на картине, справа от кипариса.
Луна стилизована, так как её вид не соответствует действительной фазе на момент написания картины. Также из окна спальни определённо не был виден никакой населённый пункт, и изображённая на картине деревня основана на эскизе, сделанном на склоне холма напротив Сен-Реми. По другой версии, добавленная деревня может отражать воспоминания Ван Гога о родине, на что указывает шпиль церкви, более свойственный северным странам.

## Интерпретации
Несмотря на обширную переписку, Ван Гог редко упоминал в письмах «Звёздную ночь». Сообщив Тео в июне о написании картины, в следующий раз он упомянул её примерно 20 сентября в перечне картин, отправленных брату в Париж, обозначив как «ночной этюд». Об этом перечне Ван Гог написал: «В целом, единственное, что я считаю немного ценным, это Пшеничное поле, Гору, Фруктовый сад, Оливковые деревья с голубыми холмами, Портрет и Вход в шахту. Остальное мне ни о чём не говорит». К «остальному» относилась и «Звёздная ночь». Когда он решил не отправлять три картины из этой партии, чтобы сэкономить на почтовых расходах, «Звёздная ночь» оказалась в числе оставленных. В конце ноября 1889 года в письме художнику Эмилю Бернару Ван Гог назвал картину своим провалом. Ван Гог спорил с Бернаром и, особенно, с Полем Гогеном — следовало ли ему рисовать с натуры, как предпочитал он сам, или заниматься тем, что Гоген называл абстракциями — картинами, существующими в воображении. Ван Гог делился своими переживаниями с Бернаром, вспоминая об осени и зиме 1888 года: «Пока Гоген жил в Арле, я пару раз позволил увести себя в абстракцию, но это было заблуждением, дорогой друг: впереди меня ждал тупик. И вот я опять сбился туда же, попытавшись изобразить большие звёзды. Увы, это был очередной провал, и на этот раз с меня хватит».

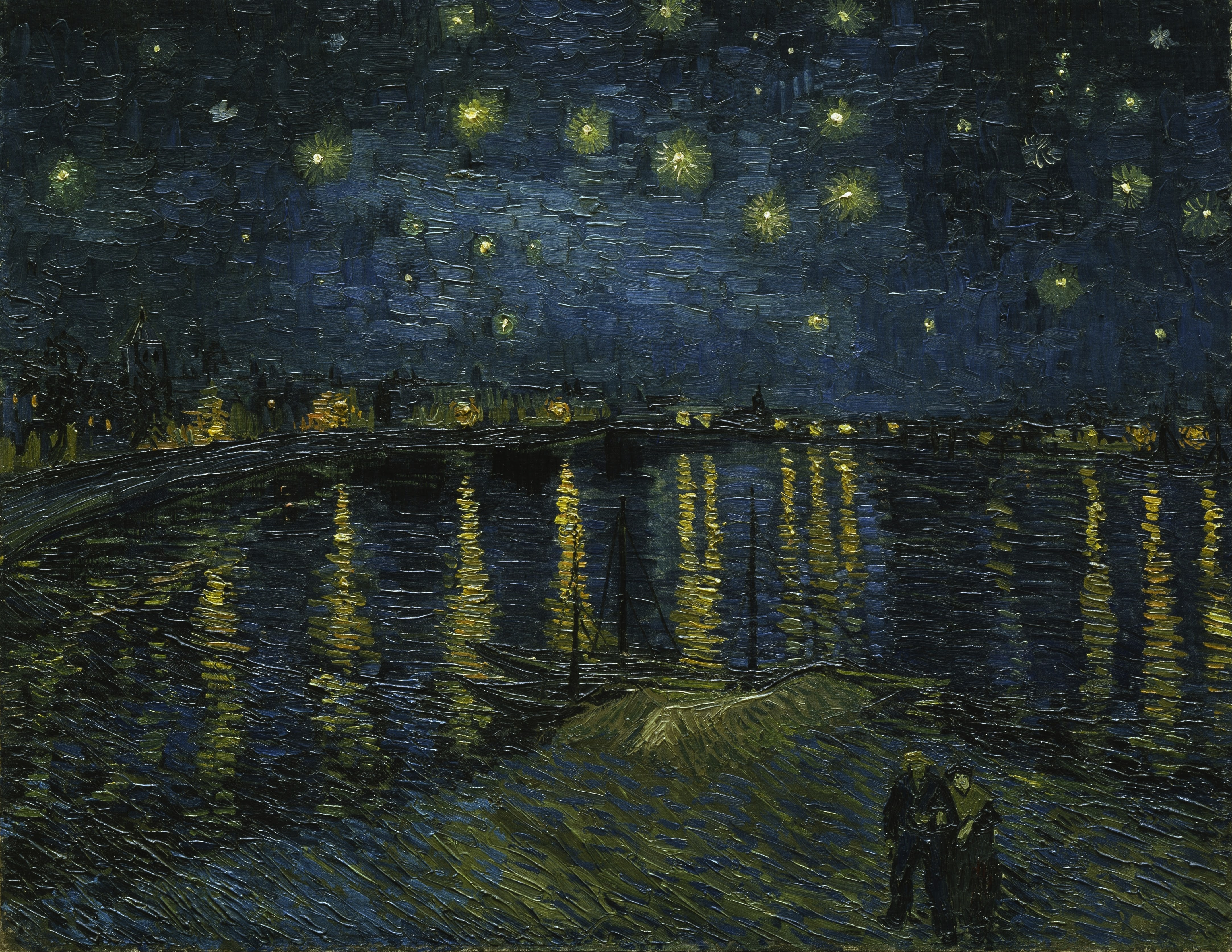
Звёздная ночь над Роной (1888). Музей Орсе

Как и знакомые ему парижские импрессионисты, особенно Клод Моне, Ван Гог предпочитал работать с сериями картин. «Звёздная ночь» принадлежит одновременно как к серии кипарисов с пшеничными полями, написанной в Сан-Реми, так и к маленькой серии ночных видов, начатой в Арле с «Ночной террасы кафе» и продолженной «Звёздной ночью над Роной». Ещё в феврале 1888 года Винсент писал Тео: «Мне нужна звёздная ночь с кипарисами, возможно, над полем зрелой пшеницы. Здесь действительно красивые ночи». На той же неделе он написал Бернару: «Стоит попытаться нарисовать звёздное небо, так же как днём я пытаюсь нарисовать зелёный луг с одуванчиками». Ван Гог сравнивал звёзды с точками на карте, проводя аналогию между путешествием на поезде по земле и путешествием через смерть к звезде. Хотя в конце жизни художник разочаровался в религии, он, похоже, не утратил веру в загробную жизнь. Эту амбивалентность он упомянул в письме Тео после написания «Звёздной ночи над Роной»: «Я испытываю непреодолимую потребность в религии, поэтому выхожу ночью на улицу, чтобы рисовать звёзды». Ван Гог писал о существовании в другом измерении после смерти и связывал его с ночным небом, однако быстро оговаривался, что Земля — такое же небесное тело, как и звезда, и категорически отказывался признавать «Звёздную ночь» возвращением к романтическим или религиозным идеям.

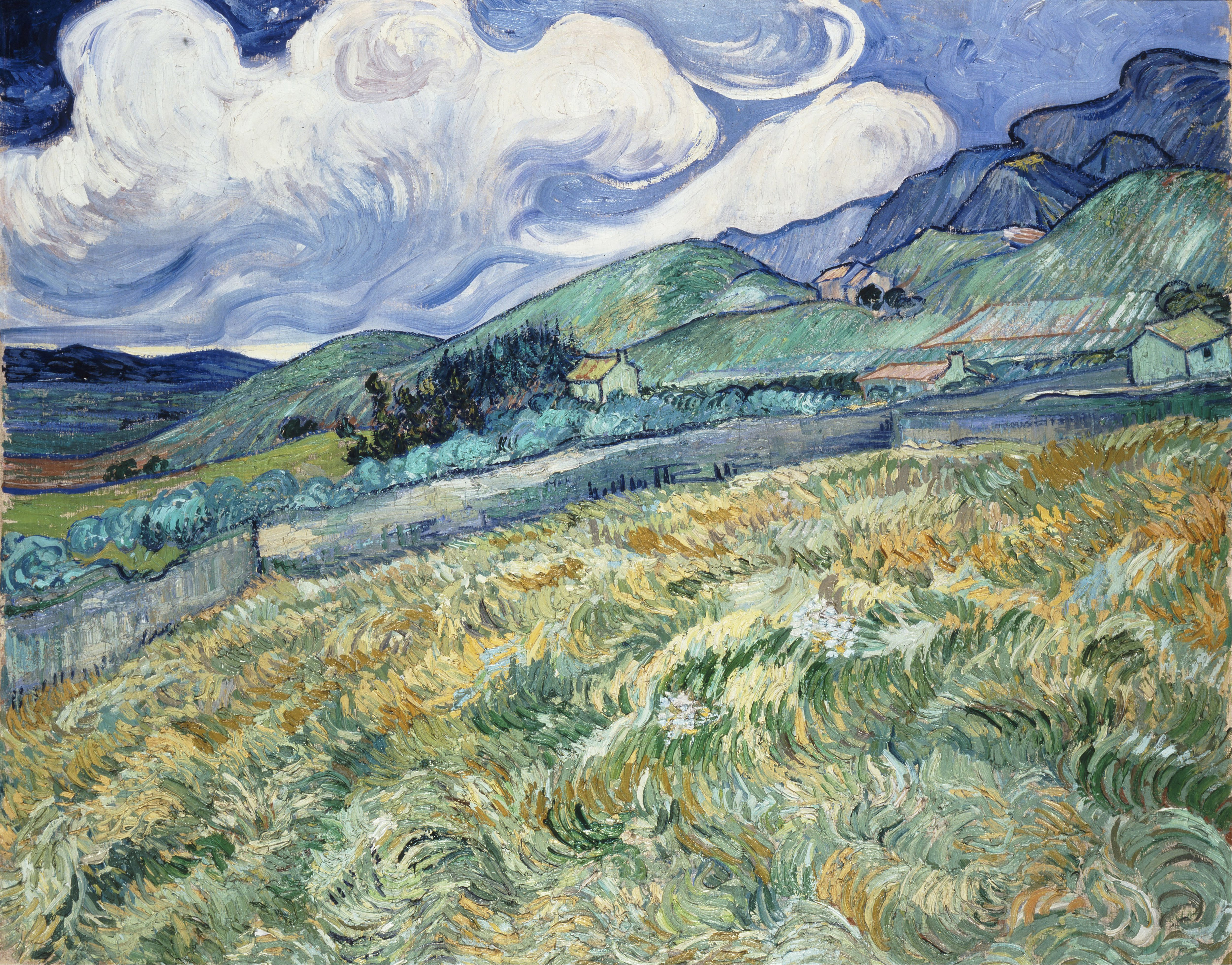
Горный пейзаж за Сен-Реми (F611). Новая глиптотека Карлсберга. Один из первых рисунков Ван Гога с видом из окна его спальни

Искусствовед Мейер Шапиро подчёркивает экспрессионистские аспекты «Звёздной ночи» и считает, что эта «визионерская картина вдохновлена религиозным настроением и написана под напором чувств», а её скрытое содержание связано с новозаветным Откровением Иоанна Богослова. Искусствовед Свен Лёфгрен развивает эти идеи, отмечая галлюцинаторный характер картины и сравнивая религиозное стремление Ван Гога за пределы бытия с поэзией Уолта Уитмена. Он называет «Звёздную ночь» бесконечно выразительной, символизирующей окончательное поглощение художника космосом и дающей незабываемое ощущение пребывания на пороге вечности. Лёфгрен продвигает собственную символистскую теорию, ссылаясь на одиннадцать звёзд во сне Иосифа из книги Бытия, и утверждает, что элементы «Звёздной ночи» носят исключительно символический характер, как, например, кипарис, являющийся символом смерти в средиземноморских странах. Искусствовед Лорен Сот находит свой символический подтекст в «Звёздной ночи». Упоминая восхищение Ван Гога живописью Эжена Делакруа, который в ранний период использовал синие и жёлтые цвета в изображении Христа, Сот предполагает, что Ван Гог сам изобразил на картине Спасителя. Сот критикует библейские интерпретации Шапиро и Лёфгрена, например в том, что полумесяц на картине включает элементы солнца, и считает, что он имеет символическое значение для Ван Гога как «утешение».
Искусствовед Элберт Боайм помимо Венеры обнаруживает на картине созвездие Овна, а также предполагает, что изначально Ван Гог намеревался изобразить растущую выпуклую Луну, но потом вернулся к традиционному полумесяцу, ореол вокруг которого является остатком первоначальной версии. По мнению Боайма, Ван Гог мог быть знаком с популярными иллюстрированными публикациями Фламмариона с рисунками спиральных туманностей, как тогда называли спиральные галактики. Боайм интерпретирует закрученную фигуру в центре как спиральную галактику либо как комету, утверждая, что единственными нереалистичными элементами на картине являются деревня и прочие завихрения в небе, которые могут выражать ощущение Ван Гогом живого динамичного космоса.

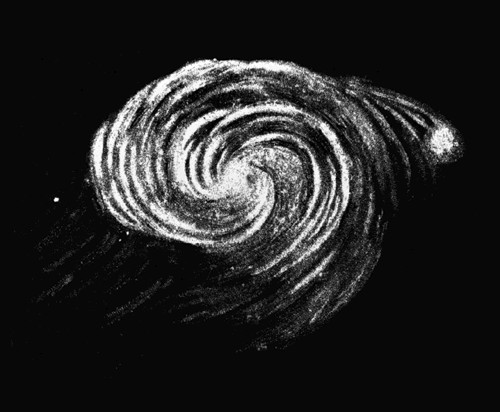
Зарисовка галактики Водоворот, выполненная Уильямом Парсоном за 44 года до картины Ван Гога

Гарвардский астроном Чарльз Уитни, показавший сходство спирали в центре картины с зарисовкой галактики Водоворот, сделанной Уильямом Парсонсом в 1845 году, считает завихрения в небе изображением мистраля (крайне негативно повлиявшего на здоровье Ван Гога за 27 проведённых в Провансе месяцев), а светлую полосу над линией гор — утренней зарёй.
Вкладывал ли Ван Гог особый символический смысл в изображения кипарисов, остаётся предметом дискуссий. Через неделю после завершения «Звёздной ночи» он пишет Тео: «Кипарисы всегда занимают мои мысли. Мне хочется что-нибудь сделать из них, как с подсолнухами, и меня удивляет, почему это до сих пор не получается». В том же письме он упоминает о двух этюдах с кипарисами в зелёных оттенках, из чего можно сделать вывод, что Ван Гога интересовали скорее внешние свойства деревьев, нежели их символические коннотации. Помимо символики, связанной со смертью, искусствоведы трактуют кипарис «Звёздной ночи» как неявный символ человеческих устремлений, либо как собственное стремление художника к Бесконечному неортодоксальным путём, либо как естественный природный обелиск, обеспечивающий связь между небом и землёй.
Ван Гог написал «Звёздную ночь» накануне приступа острого психического расстройства в июле 1889 года, и существует мнение, что предпосылки к нему владели художником во время работы над картиной, когда, находясь в состоянии обострённого восприятия реальности, он отдался силе воображения и увидел ночное небо таким, каким его до этого не видел никто.

## Провенанс
Ван Гог отправил картину своему брату со второй партией из девяти или десяти картин 28 сентября 1889 года. После смерти Тео менее чем через полгода после Винсента наследие художника оказалось в руках вдовы Тео Йоханны. В 1900 году она продала «Звёздную ночь» поэту Жюльену Леклерку в Париже, который перепродал её в 1901 году Эмилю Шуффенекеру, старому другу Гогена. В 1906 году Йоханна выкупила картину у Шуффенекера для продажи её галерее Олдензил в Роттердаме. До 1938 года владельцем картины являлась Жоржетта ван Столк из Роттердама, которая продала её французскому торговцу произведениями искусства Полю Розенбергу, а в 1941 году картину у Розенберга приобрёл Нью-Йоркский музей современного искусства, где она и хранится по сей день. Название «Звёздное небо» стало известно после выставки в Роттердаме, на которой было представлено полотно. Сам же автор упоминал про полотно по разному: «звёздное небо», «ночной этюд», «ночной эффект», а Тео называл «деревней в лунном свете». После смерти братьев картина чаще всего была известна как «Звёзды», пока после 1927 года не закрепилось современное название.